# Alejandro de Frutos
Alejandro de Frutos Gómez   (nacido el 29 de septiembre de 1992 en Madrid) es un jugador de hockey sobre hierba español.

## Carrera internacional
Es medalla de plata en el Campeonato Europeo de Hockey sobre Hierba Masculino de 2019 disputado en Bélgica.
Contraerá nupcias el próximo 11 de mayo de 2024 con Olivia Martínez de Aguirre Caneda en una ceremonia civil que se celebrará en Segovia.